# Jos Luhukay
 (août 2016).
Si vous disposez d'ouvrages ou d'articles de référence ou si vous connaissez des sites web de qualité traitant du thème abordé ici, merci de compléter l'article en donnant les références utiles à sa vérifiabilité et en les liant à la section « Notes et références ».
Jos Luhukay, né le 13 juin 1963 à Venlo, est un footballeur néerlandais devenu entraîneur.

## Biographie

### Carrière d'entraîneur
Le 22 décembre 2018, Jos Luhukay est démis de ses fonctions de manager de Sheffield Wednesday.

## Palmarès

### Entraîneur
- Champion d'Allemagne de D2 en 2008 avec le Borussia Mönchengladbach et en 2013 avec le Hertha Berlin